# جان هورسلی
جان هورسلی (انگلیسی: John Horsley؛ ‏ ۲۱ ژوئیهٔ ۱۹۲۰ – ۱۲ ژانویهٔ ۲۰۱۴) بازیگر اهل بریتانیا بود.
از فیلم‌ها یا برنامه‌های تلویزیونی که وی در آن نقش داشته‌است، می‌توان به پدر براون، پروتکل چهارم، دانکرک، پوآرو، دکتر و شیاطین، بن هور، مردی در سایه، رانندگان جهنم، حادثه یانگ‌تسه، جنگ‌افزار، ملاقات با ونوس، باج‌گیری، دادگاه جزا و مردم شب اشاره کرد.